# Daniel Serceau
Daniel Serceau est un universitaire, auteur et critique d'art français spécialisé dans le cinéma.

## Biographie
Daniel Serceau, docteur d'État, est professeur d'État à l'université Paris 1 Panthéon-Sorbonne où il enseigne les arts plastiques et les sciences de l'art. Auteur et journaliste spécialisé dans le cinéma (dans les revues Écran, Revue du Cinéma...), directeur de publication de la revue Contre Bande, Daniel Serceau est associé à de nombreuses commissions et décisions ministérielles ayant trait à l'enseignement  des activités du cinéma et de l'audiovisuel en France. En dehors de ses activités institutionnelles, il a également réalisé, en 2007, le film documentaire De fils en pères présenté au JeonJu International Film Festival (Corée du Sud), construit sur la base d'entretiens avec Alain Renoir, et a écrit un roman, Les 7 Vertus de Marie, en 2006.

## Distinctions
- 1993 : chevalier de l'ordre des arts et des lettres.

## Publications
- 12 vertus pour l'analyse filmique, Paris, L'Harmattan, coll. « Arts & Sciences de l'Art », 2012.
- Vivre avec le cinéma, Paris, Klincksieck, coll. « 50 questions », 2010[7].
- Symptômes du jeune cinéma français, Paris, éd. du Cerf, coll. « 7e art », 2008.
- Les goûts du public, Une salle de quartier dans les années 50, Paris, Séguier Archimbaud, coll. « Carré Ciné », 2006
- Les 7 vertus de Marie, roman, Ed. L’Harmattan, 2006.
- La Théorie de l'art au risque des a priori, L'Harmattan, coll. « Champs visuels », février 2004.
- La Règle du jeu, Étude du film, en collaboration avec Albert Bron, partie intitulée Le rêve d'un chef d'orchestre, hors-série de la revue Contre Bande, octobre 1999.
- Les contes de la lune vague après la pluie, Étude du film, en collaboration avec Jacques Gerstenkorn, partie intitulée Le désir et son deuil, hors-série de la revue Contre Bande, octobre 1998.
- L'Homme prisonnier des images, Clermont-Ferrand, CRDP de Clermont-Ferrand, avril 1996.
- Mizoguchi, un art de la condensation, Berne, éd. Peter Lang, 1992 (réédition en 1995).
- La Règle du jeu, Limonest, éd. L'Interdisciplinaire, coll. « Film(s) », 1989.
- Nicholas Ray, architecte de l'espace, architecte du temps, Amiens, éd. Corps Puce, coll. « Arts », 1989 (en collaboration avec Michel Serceau).
- Le Désir de fictions, Paris, éd. Dis-Voir, 1987.
- Jean Renoir, la sagesse du plaisir, Paris, éd. du Cerf, coll. « 7e art », 1985, préface de Claude Chabrol.
- Jean Renoir, Paris, éd. Edilig, coll. « Filmo », 1985.
- Mizoguchi, de la révolte aux songes, Paris, éd. du Cerf, coll. « 7e art », 1985.
- Jean Renoir l'Insurgé, Paris, éd. du Sycomore, 1981, préface de Marc Ferro.

## Quelques articles
- Jean Renoir post-celluloïd, in « Le cinéma au miroir du cinéma », CinémAction n° 124, mai 2007.
- Le réalisme insolite de Nanni Moretti, in « Nanni Moretti », Contre Bande n° 15, juin 2006[8].
- L’Aurore, étude du film et de Friedrich Wilhelm Murnau, Paris, Cahier les ailes du désir, n° 14, mars 2006[9].
- Le citoyen dans l’Histoire : Non ou la vaine gloire de commander, in « Manoel de Oliveira », Études cinématographiques n° 70, mars 2006.
- La possession et la ruine, étude de L’Homme de la plaine, d’Anthony Mann, Paris, Cahier les ailes du désir, février 2005.
- Jean Renoir et l’armée, in « L’armée à l’écran », CinémAction,  n° 113, automne 2004.
- Conte de la rêverie meurtrière (sur André Delvaux et la question du rêve au cinéma), in « André Delvaux. La magie du réel », Bruxelles, Degrés (revue de synthèse à orientation sémiologique) n° 119-120, automne-hiver 2004.
- Les analyses textuelles et la théorie du cinéma, in « Pour une politique de la représentation», Cahiers du Circav n° 13, décembre 2001.